# 足立区立蒲原中学校
足立区立蒲原中学校（あだちくりつ かばらちゅうがっこう）は、東京都足立区東和に所在する公立中学校。

## 沿革
- 1957年（昭和32年） - 開校

## 交通アクセス
- 東京メトロ千代田線 北綾瀬駅下車